# Wrotnów (gromada)
Wrotnów – dawna gromada, czyli najmniejsza jednostka podziału terytorialnego Polskiej Rzeczypospolitej Ludowej w latach 1954–1972.
Gromady, z gromadzkimi radami narodowymi (GRN) jako organami władzy najniższego stopnia na wsi, funkcjonowały od reformy reorganizującej administrację wiejską przeprowadzonej jesienią 1954 do momentu ich zniesienia z dniem 1 stycznia 1973, tym samym wypierając organizację gminną w latach 1954–1972.
Gromadę Wrotnów z siedzibą GRN we Wrotnowie utworzono – jako jedną z 8759 gromad – w powiecie węgrowskim w woj. warszawskim, na mocy uchwały nr VI/10/22/54 WRN w Warszawie z dnia 5 października 1954. W skład jednostki weszły obszary dotychczasowych gromad Wrotnów i Tchórzowa oraz kolonia Międzyleś z dotychczasowej gromady Międzyleś ze zniesionej gminy Miedzna w tymże powiecie. Dla gromady ustalono 11 członków gromadzkiej rady narodowej.
29 lutego 1956 z gromady Wrotnów wyłączono kolonię Międzyleś włączając ją do gromady Międzyleś w tymże powiecie.
31 grudnia 1959 do gromady Wrotnów przyłączono obszar zniesionej gromady Ugoszcz w tymże powiecie.
1 stycznia 1969 do gromady Wrotnów włączono wsie Kałęczyn, Kozołupy i Międzyleś ze zniesionej gromady Międzyleś w tymże powiecie.
Gromada przetrwała do końca 1972 roku, czyli do kolejnej reformy gminnej.